# Llengua estrangera
Una llengua estrangera és un idioma que no és parlat per la població d'un cert lloc: per exemple, el català és una llengua estrangera a Alemanya. També és un idioma que no es parla al país natal d'una certa persona - un parlant de català que visqui al Brasil pot dir que el portuguès hi és una llengua estrangera.
Alguns infants aprenen més d'un idioma des de la naixença o des de molt petits: són bilingües. Es pot dir que tenen dues (o més) llengües maternes. Cap d'aquestes llengües no serà estrangera per a un infant bilingüe, encara que una d'elles sigui estrangera per als habitants del país on viu. Per exemple, un nen que hagi après el català de la seva mare catalana i que aprengui el suec a l'escola a Suècia podrà parlar amb fluència tant el català com el suec, però cap d'aquestes llengües serà estrangera per a ell.

## Aprenentatge i domini d'una llengua estrangera
La majoria d'escoles arreu del món ensenyen almenys una llengua estrangera. El 1998, gairebé tots els estudiants d'Europa aprenien com a mínim una llengua estrangera com a part de l'educació obligatòria - l'única excepció era Irlanda, on tant a l'educació primària com a la secundària s'aprenen l'irlandès i l'anglès, però cap d'aquestes llengües és considerada estrangera. La mitjana europea és d'entre tres i quatre hores setmanals d'aprenentatge d'una llengua estrangera a l'escola. L'aprenentatge obligatori d'una llengua estrangera sol començar després del parvulari.
En alguns països s'imparteixen classes completament en una llengua estrangera. Per exemple, més de la meitat dels països europeus amb una comunitat lingüística minoritària o regional utilitzen una immersió parcial per ensenyar la llengua minoritària i la llengua estatal.
El 1995, el Document Blanc sobre Educació i Formació de la Comissió Europea va emfasitzar la importància que els alumnes aprenguin com a mínim dues llengües estrangeres abans d'arribar a l'educació secundària. La Cimera de Lisboa del 2000 va definir els idiomes com una de les cinc habilitats bàsiques.
Malgrat aquest ensenyament de llengües estrangeres a l'escola, el nombre d'adults que afirmen poder parlar una llengua estrangera és habitualment menor del que es podria esperar. Aquest és el cas especialment dels parlants nadius d'anglès: un estudi fet al Regne Unit el 2004 mostra que només un de cada deu treballadors del país era capaç de parlar una llengua estrangera. Menys del 5% podien comptar fins a vint en una segona llengua. El 80% deien que podrien treballar a l'estranger de totes maneres, car «tothom parla anglès». Una enquesta de la Comissió Europea del 2001 va revelar que el 65,9% de la població britànica només parlava la seva llengua materna.
Des dels anys 90, el marc europeu comú de referència per a les llengües ha intentat estandarditzar l'aprenentatge de llengües arreu d'Europa.

## Investigant l'aprenentatge de llengües estrangeres
Un informe fet pel Michel Thomas Language Centre del Regne Unit el 2004 va suggerir que parlar una segona llengua podria augmentar el salari d'un obrer mitjà uns £3.000 (4.324 €) l'any, és a dir, £145.000 (208.994 €) al llarg de la vida. També va mostrar que nou de cada deu companyies britàniques opinaven que el seu negoci es beneficiaria d'una major habilitat lingüística. Altres estudis han demostrat que una persona bilingüe o multilingüe pot aconseguir un salari més alt que el d'un programador d'informàtica o un enginyer perquè pot utilitzar les seves habilitats lingüístiques per tenir èxit en qualsevol carrera que vulgui. A més, degut a l'augment de la població internacional, una persona multilingüe pot comunicar-se i traduir fàcilment.